# 어울림 뱅가리
뱅가리(Bengari)는 스피라를 생산하는 어울림모터스(Oullim Motors)의 미드쉽 세단이다. 출시가는 1억3천200만원에서 1억9천500만원으로 알려져있다. 출시 모델은 2.7 가솔린, 3.3 가솔린, 3.5 가솔린이며 3.5 가솔린 모델은 약 500마력이다.
2013년 1월, 서울 코엑스에서 벵가리가 공개되었다. 전장은 5,600mm로 당시 국내 차량 중 가장 전장이 긴 대형세단이었다. 탄소섬유 바디를 채택하며 경량화를 감행했고 공차중량은 1,750kg~1,810kg이다.
제로백은 최대 4.8초이다. 연비는 9.4km/l~10.6km/l